# 雙生缺鰭鯰
雙生缺鰭鯰，為輻鰭魚綱鯰形目鯰科的其中一種，為熱帶淡水魚，分布於亞洲湄公河下游及湄南河流域，體長可達17.6公分，棲息在底中層水域，生活習性不明。

## 扩展阅读
維基物種上的相關：雙生缺鰭鯰